# Mallota dasyops
Mallota dasyops är en tvåvingeart som först beskrevs av Christian Rudolph Wilhelm Wiedemann 1819.  Mallota dasyops ingår i släktet hålblomflugor, och familjen blomflugor. Inga underarter finns listade i Catalogue of Life.